# 栖原暁
栖原 暁（すはら さとる、1948年8月15日 - 2011年7月20日）は、日本の社会学者。専門は在日外国人問題。元東京大学国際センター長・教授。

## 人物
北海道函館市出身。1967年函館ラ・サール高等学校卒業。一橋大学社会学部卒業。
大学卒業後、東京大学大学院人文科学研究科修士課程に進学し、西洋史を専攻したが、「頭でっかちはもういい」と、ビルの清掃作業員のアルバイトを始める。大学院在学中の1973年に、大学で教鞭をとりながらアジア文化会館で在日外国人問題を扱っていた田中宏（のちに一橋大学名誉教授）を訪ねて、アジア文化会館に訪問。1975年に大学院を中退し、田中の紹介により、アジア文化会館を運営するアジア学生文化協会に就職し、留学生問題を担当。同協会留学生相談室長等を経て、1997年から東京大学留学生センター教授。のちに東京大学国際センター長・教授。2004年肺癌の手術を受けるが、2009年に再発。2011年7月20日午後1時53分入院先の病院で肺癌のため死去。
在日留学生支援・教育を行いながら、留学生政策、外国人問題、多文化問題等の研究を行う。また移民政策学会事務局長理事、財団法人アジア学生文化協会評議員、国際教育交流協議会常務理事、国立大学留学生指導研究協議会代表幹事、日本語学習支援研究会代表、NPO法人留学生スポーツ交流協会理事、財団法人目黒区国際交流協会理事等も務めた。

## 略歴
- 1948年 北海道生まれ
- 1975年 アジア学生文化協会
- 1997年 東京大学留学生センター教授
- 2000年 より留学生文学賞を主宰
- 2011年7月20日 午後1時53分 入院先の病院で肺がんのため死去

## 著作
- 『アジア人留学生の壁(NHKブックス ; 765)』日本放送出版協会 1996年 ISBN 978-4140017654
- 「日本の留学生政策」『国際化の中の移民政策の課題』明石書店 2002年 ISBN 978-4750315744
  - 他